# ماريو دي غراسي (لاعب كرة قدم)
ماريو دي غراسي (بالإيطالية: Mario De Grassi)‏ (22 يناير 1919 في إيطاليا - ) هو لاعب كرة قدم إيطالي في مركز الوسط. لعب مع نادي ترنانا ونادي روما ونادي سيينا وASD Unione Fincantieri Monfalcone ‏.

## وصلات خارجية
- ماريو دي غراسي (لاعب كرة قدم) على موقع عالم كرة القدم.نت (الإنجليزية)